# Dumka (género musical)

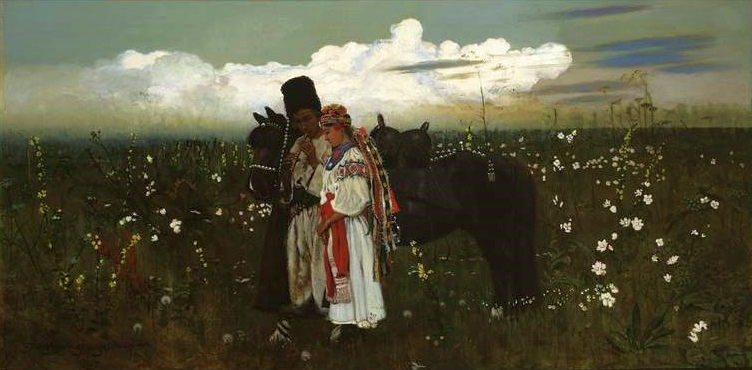
Pintura tradicional de Stanisław Masłowski que muestra una pareja en el campo caminando junto a caballos y tocando un instrumento popular.

Dumka (en ucraniano, думка, dúmka, plural думки, dúmky) es un término musical, introducido en la lengua ucraniana, con cognados en otras lenguas eslavas, que designa  una canción popular eslava caracterizada por su carácter lento y épico.

## Terminología
Originalmente, era la forma diminutiva de la palabra ucraniana duma, plural, dumy, "una balada épica eslava (concretamente ucraniana)... generalmente de carácter pensativo o melancólico."

## Historia
Las composiciones de dumky se hicieron populares después de la publicación de un estudio y análisis etnológico, además de una serie de conferencias del compositor ucraniano Mykola Lysenko en 1873 y 1874 en Kiev y San Petersburgo, ilustradas con actuaciones en directo por el kobzar ciego Ostap Veresai, acompañado por su kobza, bandura o lira ucraniana de la dumi épica. 
Los compositores clásicos eslavos buscaron inspiración en la música folclórica de sus países para formar composiciones más formales de música clásica. Una parte natural del proceso de transferir la forma popular tradicional a un medio clásico formal, fue la apropiación de la forma dumka por compositores eslavos, sobre todo por Antonín Dvořák. Así, en música clásica, pasó a significar "un tipo de música instrumental que implica cambios repentinos que van de la melancolía a la euforia." Aunque por lo general se caracteriza por un tiempo lento, escrita en tono menor, ritmo binario de ensoñación, muchos ejemplos se encuentran en compás ternario, incluyendo la popular Op. 72 n.º 2 de Dvořák. El último y más conocido Trío para piano n.º 4, Op. 90 de Dvořák, tiene seis movimientos, cada uno de los cuales es una dumka; esta obra a veces se la denomina Trío Dumky.

## Dumky en el repertorio clásico
Algunos ejemplos que contienen dumka:

### Antonín Dvořák
- Furiant con Dumka, Op. 12 (1884) para piano solo.
- Dumka (Elegía), Op. 35 (1876) para piano solo.
- Danzas eslavas, Op. 46 y Op. 72 (1878): dos de las dieciséis.
- Concierto para violín, Op. 53 / B. 108 (1879): III. Finale. Allegro giocoso ma non troppo. Aunque basado en una furiant, la parte central es una dumka.
- Sexteto de cuerda, Op. 48 / B. 80 (1878): II. Dumka. Poco allegretto.
- Cuarteto de cuerda n.º 10, Op. 51 / B. 92 (1879): II. Dumka. Andante con moto.
- Quinteto para piano n.º 2, Op. 81 (1887): II. Dumka. Andante con moto.
- Sinfonía n.º 8, Op. 88 / B. 163 (1889): III. Allegretto grazioso – Molto vivace.
- Trío para piano n.º 4, Op. 90 (1891): conocido como el Trío Dumky.

### Leoš Janáček
- Dumka para violín y piano.

### Bohuslav Martinů
- Dumka (sin numerar), H. 4 (1909 - Polička, Checoslovaquia), para piano solo.
- Dumka n.º 1, H. 249 (1936 - París, Francia), para piano solo.
- Dumka n.º 2, H. 250 (1936 - París, Francia), para piano solo.
- Dumka n.º 3, H. 285bis (1941 - Jamaica, Nueva York, Estados Unidos), para piano solo.

### Piotr Chaikovski
- Dumka, Op. 59 (Escenas de una aldea rusa) para piano solo (1886).

### Otros
- Anatoli Kos-Anatolsky, Dumka y kolomiyka de la ópera Sojchyne krylo.
- Mili Balákirev, Dumka en mi bemol mayor (1900).
- Vasyl Barvinsky, Dumka (1925).
- Aleksandr Borodín, Dumka (del Quinteto de piano n.º 2 en la mayor, Op. 81).
- Frédéric Chopin, Dumka, Op. 74 n.º 19, KK IVb/9, CT. 147.
- Rebecca Clarke, Dumka, Dúo concertante para violín y viola, con piano (1941).
- Mykola Lysenko, Rapsodia para piano n.º 2 (1877).
- Stanisław Moniuszko, Aria de Jontek de la ópera Halka.
- Modest Músorgski, Aria de Paraska de la ópera La feria de Soróchinets (1913).
- M. Shneider-Trnavsky, Dumka y danza para orquesta sinfónica (1909).
- M. Zawadsky, 12 dumky.
- V. Zaremba
- S. Zaremba